# 킬링 머신
《킬링 머신》(영어: Icarus)은 2010년 공개된 캐나다의 액션 영화이다.

## 출연

### 주연
- 돌프 룬드그렌
- 스테파니 본 페튼
- 사만다 페리스